# Casio PB-1000

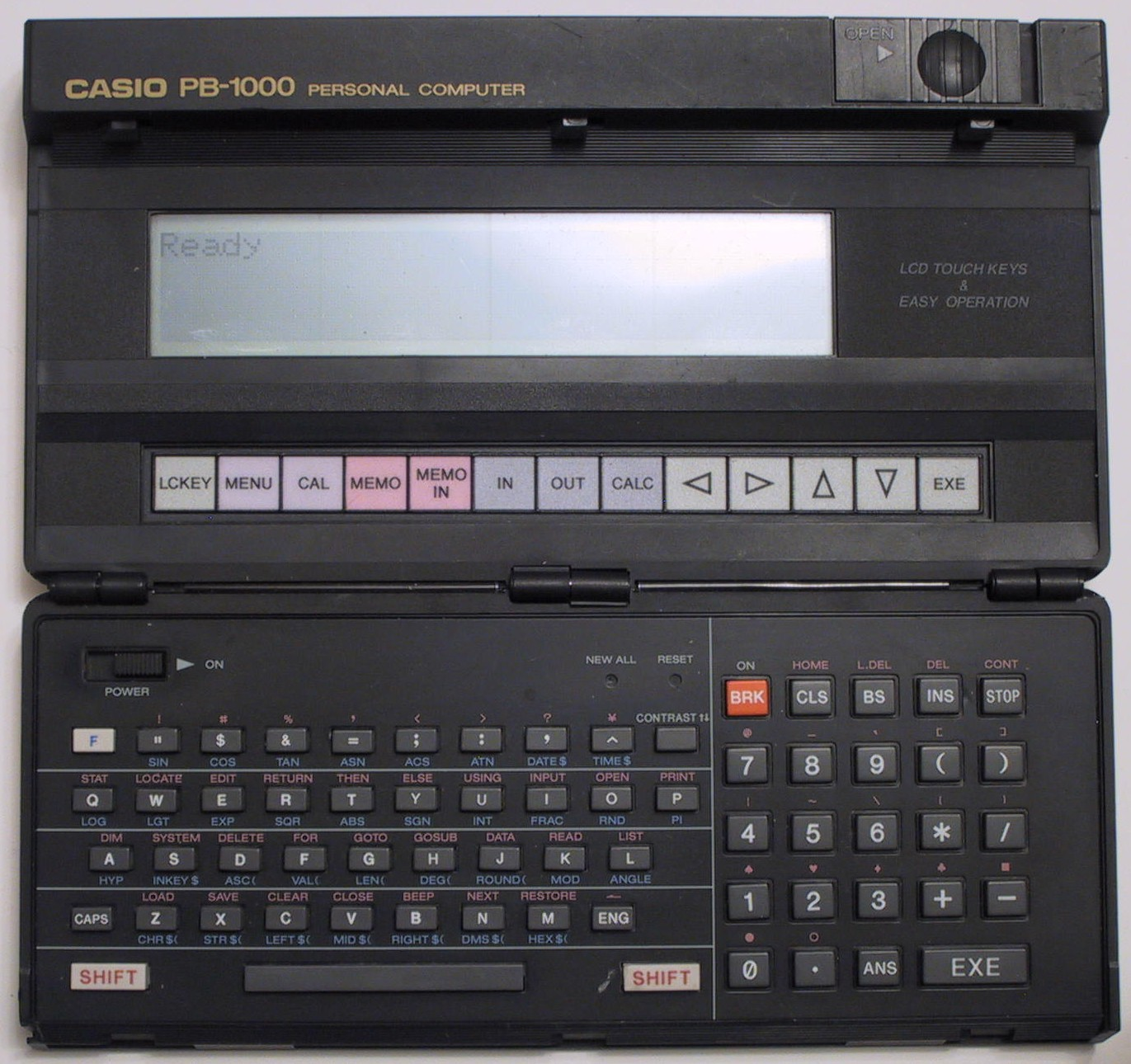
Casio PB-1000

Der Casio PB-1000 ist ein Taschencomputer von Casio aus dem Jahr 1987. Er verfügt über die Funktionen eines Taschenrechners mit Formelspeicher und einer Memo-Datenbank. Zudem ist er in BASIC und Assembler programmierbar. Programme und sequentielle Dateien können über ein proprietäres Dateisystem abgerufen werden. Das Gerät wiegt etwa 0,5 kg und hat die ungefähren Maße eines durchschnittlichen Taschenbuchs. Üblicherweise wird es mit drei 1,5-V-Batterien (AA) betrieben; die Laufzeit ist mit 55 bis 100 Stunden angegeben.
Der Rechner verfügt über eine komplette alphabetische Tastatur und einen Ziffernblock. Eine Hochstelltaste ermöglicht die Wiedergabe von Klein- und Großbuchstaben. Über eine Funktionstaste lassen sich 34 arithmetische und Zeichenketten-Funktionen aufrufen; mittels einer Umstelltaste können die alphabetischen Tasten auch für den Schnellzugriff auf BASIC-Befehle verwendet werden.
Der PB-1000 verfügt über den ASCII-Zeichensatz, über fernöstliche Schriftzeichen und eine Auswahl von Rahmengrafiken. Der Zeichensatz kann durch BASIC-Befehle umdefiniert werden.
Das kleine LC-Display zeigt 4 Zeilen à 32 Zeichen an; ein Zeichen wird mit 6x8 Pixeln dargestellt. Die Darstellung erstreckt sich damit über 192 × 32 Bildpunkte. Ein für das Baujahr noch besonderes Feature sind die 16 Touchscreen-Bereiche, die den Bildschirm in einem 4x4-Gitter überspannen. Diese können auch in eigenen Programmen verwendet werden.
Der Computer ist mit einem Speicher von 8 KB RAM ausgestattet, der auf 40 KB erweitert werden kann. Über eine seitliche Schnittstelle (RS-232C) können Peripheriegeräte (Datasette, 3,5 Zoll-Diskettenlaufwerk) angeschlossen werden; es gibt auch eine Docking-Station mit weiteren Schnittstellen und externer Stromversorgung, auf die der PB-1000 aufgesetzt werden kann.